# هاينز ويرتز
هاينز ويرتز (بالألمانية: Heinz Wirtz) هو لاعب كرة قدم ألماني، ولد في 10 نوفمبر 1953 في Titz ‏ في ألمانيا. لعب مع شيكاغو ستينغ وفورتونا دوسلدورف.

## وصلات خارجية
- هاينز ويرتز على موقع قاعدة بيانات كرة القدم.إي يو (الإنجليزية)
- هاينز ويرتز على موقع بيانات كرة القدم. دي إي (الألمانية)